# Alla Helgona kyrka, Nyköping

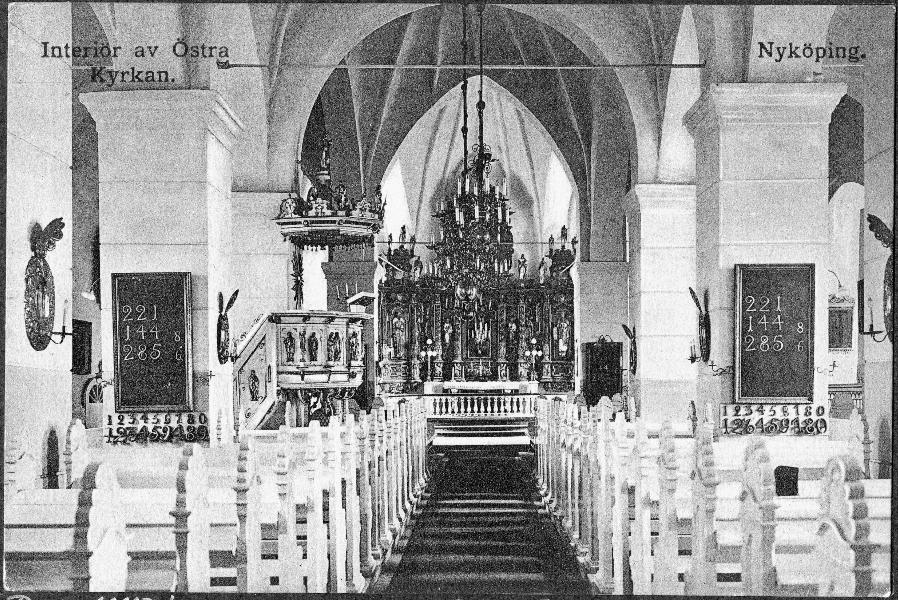
Kyrkorummet före renoveringen 1960

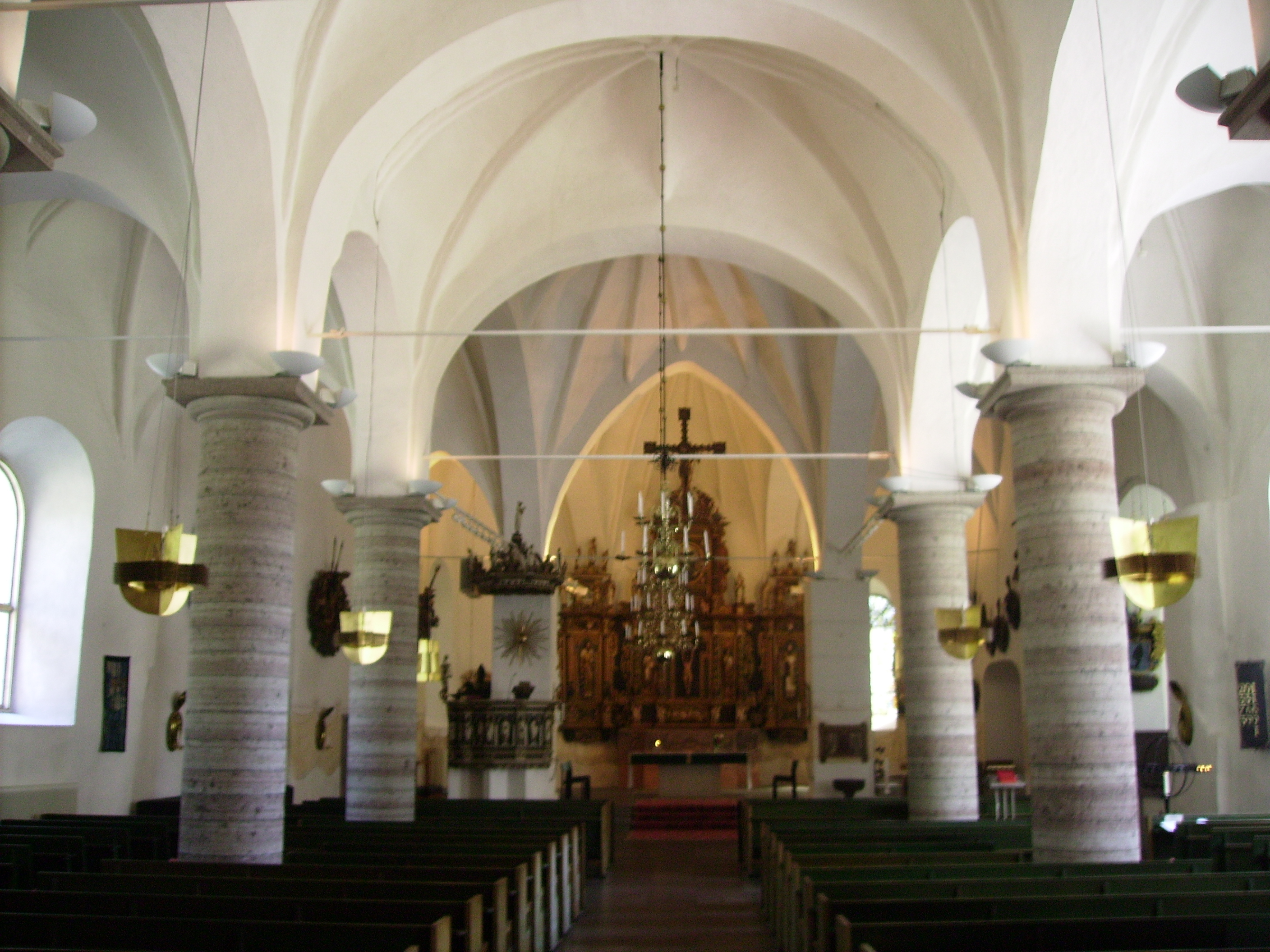
Kyrkorummet 2009

Alla Helgona kyrka är en kyrkobyggnad i Nyköping i Strängnäs stift. Den är en av tre medeltida församlingskyrkor i Nyköpings församling.

## Kyrkobyggnaden
Kyrkan är tornlös och har en oklar tillkomsthistoria. Redan på 1200-talet omtalas Templum Omnium Sanctorum i skrift. I slutet av 1500-talet ombyggdes kyrkan till sitt nuvarande utseende, med tre skepp. Lite senare tillkom det nuvarande koret. Det Tungelska gravkoret tillkom på 1660-talet. År 1665 eldhärjades kyrkan, varefter kalkstenskolonnerna täcktes med tegel. Vid den restaurering som kyrkan genomgick åren 1959–1960 under ledning av arkitekt Erik Lundberg, återställdes kolonnerna i långhuset genom att de brandskadade kalkstensblocken ersattes med nyhuggna.
Klockstapeln, det närbelägna Östra klocktornet, förstördes i en brand 2 juni 2017.

## Inventarier
- Altaruppsatsen i praktfull barock är ett verk av bildhuggaren Niclas Enander och skänktes 1674 till kyrkan av änkefru Maria Elisabet Kurtzel på Sjösa.
- Predikstolen är troligen även den ett verk av Niclas Enander och sannolikt bekostad av ståthållaren Nils Tungel och hans hustru Brita Örnehufvud på Ånga.

## Orglar
- 1690 reparerades ett orgelverk.
- 1709 köptes ett positiv från Ånga herrgård. Orgeln har 4 bälgar. Har under åren förbättrats. Orgeln fanns fram till åtminstone 1773.

| Manual I     | Ryggpositiv II | Pedal         |
| Principal 8' | Gedackt 8'     | Basun 16'     |
| Gedackt 8'   | Principal 4'   | Untersats 16' |
| Flöjt 4'     | Flöjt 4'       | Principal 8'  |
| Oktava 4'    | Oktava 2'      | Oktava 4'     |
| Kvinta 3'    | Kvinta 1 1/2'  | Oktava 2'     |
| Oktava 2'    | Regal          | Trumpet 8'    |
| Scharff III  | Tremulant      |               |
| Trumpet 8'   |                |               |

- 1867 bygger Åkerman & Lund, Stockholm en orgel med 17 stämmor, två manualer och pedal.
- 1961 bygger Kemper & Sohn, Lübeck en orgel.

| Ryggpositiv I       | Huvudverk II        | Bröstverk III | Pedal             | Koppel |
| Rörflöjt 8´         | Kvintadena 16´      | Trägedackt 8´ | Principal 16'     | I/P    |
| Kvintadena 8´       | Principal 8´        | Rörflöjt 4´   | Gedacktbas 16'    | II/P   |
| Principal 4´        | Spielflöjt 8´       | Principal 2´  | Kvinta 10 2/3'    | I/II   |
| Hålflöjt 4´         | Oktava 4'           | Nasat 1 1/3´  | Träflöjt 8'       | III/II |
| Gemshorn 2'         | Gedacktflöjt 4'     | Oktava 1´     | Weitprincipal 4'  |        |
| Sesquialtera 3 chor | Kvinta 2 2/3'       | Cymbel 2 chor | Kvintadena 2'     |        |
| Scharf 4 chor       | Oktava 2'           | Regal 8'      | Hintersatz 5 chor |        |
| Dulcian 16'         | Rauschpfeife 3 chor | Tremulant     | Liebl Posaune 32' |        |
| Dubbelregal 8'      | Mixtur 6 chor       |               | Trumpet 16'       |        |
| Tremulant           | Trumpet 8'          |               | Skalmeja 4'       |        |
|                     |                     |               | Tremulant         |        |

- Den nuvarande orgeln byggdes 2000 av Walter Thür Orgelbyggen, Torshälla.

| Man I. Huvudverk C-g3 | Man II. Svällverk C-g3  | Pedal C-f1    | Koppel                   |
| --------------------- | ----------------------- | ------------- | ------------------------ |
| Borduna 16'           | Basetthorn 8'           | Borduna 32'   | II/I                     |
| Principal 8'          | Rörflöjt 8'             | Principal 16' | II/P                     |
| Flûte harmonique 8'   | Salicional 8'           | Subbas 16'    | I/P                      |
| Gamba 8'              | Voix céleste 8'         | Oktava 8'     | II 16'/II                |
| Oktava 4'             | Principal 4'            | Gedackt 8'    | II 16'/I                 |
| Spetsflöjt 4'         | Flûte octaviante 4'     | Oktava 4'     | I 4'/I                   |
| Oktava 2'             | Nasat 2 2/3'            | Basun 16'     |                          |
| Mixtur 4 chor         | Waldflöjt 2'            | Trumpet 8'    | 4000 Setzerkombinationer |
| Cornett 2-3 chor      | Ters 1 3/5'             |               |                          |
| Trumpet 8'            | Piccolo 1'              |               |                          |
|                       | Trompette harmonique 8' |               |                          |
|                       | Oboe 8'                 |               |                          |
|                       | Clairon 4'              |               |                          |
|                       | Tremulant               |               |                          |
|                       |                         |               |                          |

### Kororgel
- Kororgeln är byggd 1980 av Johannes Menzel Orgelbyggeri AB, Härnösand och är en mekanisk orgel.

| Manual I     | Manual II     | Pedal      | Koppel |
| Gedackt 8´   | Rörflöjt 4´   | Subbas 16´ | I/P    |
| Principal 4´ | Oktava 2´     |            | II/P   |
| Waldflöjt 2´ | Kvinta 1 1/3´ |            | II/I   |
|              | Ters 4/5'     |            |        |
|              | Regal 8'      |            |        |

- 2002 bygger den holländska orgelbyggaren Henk Klop en orgel med 5 stämmor.

### Diskografi
Inspelningar av musik framförd på kyrkans orglar.
- Och över jorden fred / Häggander, Mari Anne, sopran ; Fridén, Bengt, orgel. LP. Bluebell of Sweden Bell 157. 1983.

## Övrigt
I närheten av Alla Helgona kyrka låg tidigare franciskanerklostret Nyköpings konvent. Dess altarskiva har blivit funnen och fungerar idag som altarskiva i Franciskuskapellet, beläget i stadsdelen Rosenkälla, som tillhör församlingen.